# 五里铺镇
五里铺镇，是中华人民共和国湖北省荆门市沙洋县下辖的一个乡镇级行政单位。

## 行政区划
五里铺镇下辖以下地区：
五里社区、赵集村、许场村、十岭村、白岭村、严店村、杨集村、合心村、枣店村、金台村、刘集村、显灵村、左冢村、陈池村、草场村、两河村、联合村、白虎村、火龙村、安全村和陶场村。